# Orthopichonia cirrhosa
Orthopichonia cirrhosa là một loài thực vật có hoa trong họ La bố ma. Loài này được (Radlk.) H.Huber mô tả khoa học đầu tiên năm 1962.